# Myst
Myst, или MYST — компьютерная игра в жанре графического квеста, созданная братьями Робином и Рэндом Миллерами (Robyn Miller, Rand Miller). Разработана студией Cyan и издана компанией Brøderbund. Братья Миллеры начали работу над игрой в 1991 году, а выпущена она была на компьютерах Macintosh 24 сентября 1993 года. В Myst игрок попадает на таинственный остров, решает головоломки и раскрывают предысторию персонажей.
Братья Миллер начали свою карьеру с разработки игр для детей, а Myst была первой игрой, задуманной для взрослой аудитории. Разработку финансировала Sunsoft. Создание игры началось в 1991 году. Myst задумывалась, как игра, полностью лишённая элементов экшена и насилия, а также с передовыми визуальными эффектами, предлагающими погрузиться в трёхмерное пространство острова. Однако технические ограничения того времени не позволили создать трёхмерную графику, а её имитацию, достигаемую за счёт покадровой смены статичных изображений.
Myst неожиданно стала абсолютным хитом по продажам. Критики высоко оценили игру за то, как она способствует погружению в собственный мир. Myst с проданными шестью миллионами копий завоевала статус самой продаваемой игры на ПК в истории и уступила данный пьедестал игре The Sims в 2002 году. Примечательно, что основная игровая аудитория двух данных игр состояла из игроков-женщин.
Игра стала образцом для создания приключенческих игр, породив впоследствии целый ряд похожих проектов. Кроме того, успех игры позволил создать целый Myst-игросериал, включающий в себя четыре продолжения. Сюжет игры был положен в основу нескольких художественных произведений. Сама Myst была несколько раз переиздана в полностью трёхмерных версиях.

## Игровой процесс
Игровой процесс Myst представляет собой путешествие по интерактивному миру от первого лица. Игроки могут взаимодействовать с определёнными объектами на экране, щёлкая по ним или перетаскивая их. Игрок перемещается, щёлкая по показанным на экране местам; затем «камера» переходит на другой кадр, и игрок может исследовать новую область. В Myst есть функция быстрого перемещения: когда появляется курсор в виде молнии, игроки могут нажимать на него и пропускать сразу несколько кадров перед переходом в другую локацию. Хотя использование этой функции обеспечивает быстрое передвижение по игровому миру, это также может привести к тому, что игроки будут пропускать важные предметы или подсказки. Некоторые предметы игрок может взять с собой и прочитать; такие предметы, например, страницы дневника, дают вникнуть в предысторию. Игроки могут иметь при себе одновременно только одну такую страницу. Страницы возвращаются в исходную точку местонахождения, если были выброшены из инвентаря.
Чтобы завершить игру, игрок должен исследовать весь остров Myst. Игрок должен обнаруживать и следовать за подсказками, которые необходимо перевезти через «связующие книги» в несколько «Веков», каждый из которых представляет собой самодостаточный мини-мир. Чтобы завершить исследование каждого из Веков, игроку нужно решить ряд взаимосвязанных логических головоломок. Объекты и информация, обнаруженные в одном Веке, могут потребоваться для решения головоломок в другом, или для разрешения основной головоломки игры на острове Myst. Например, чтобы активировать переключатель, игроки должны сначала выяснить комбинацию для открытия сейфа, открыть его и использовать найденные внутри спички, чтобы разжеть котёл.
Помимо своего преимущественно невербального повествования, игровой процесс Myst отличается от других приключенческих компьютерных игр ещё несколькими аспектами. Так, в начале игры игроку практически не даётся предыстория, не ставятся очевидные цели и задачи. Это означает, что игрок должен просто сразу же начать исследовать игровой мир. В игре нет явных врагов, физического насилия, ограничений по времени, ни на каком отрезке игры нет угрозы смерти. Игровой процесс протекает в своеобразном темпе, а прогресс по нему достигается с помощью сочетания терпения, наблюдательности и логического мышления.

## Сюжет
Под управление игрока попадает безымянный человек, который натыкается на необычную книгу под названием «Myst». Игрок читает книгу и открывает для себя подробное описание островного мира под названием Myst. Положив руку на последнюю страницу этой книги, игрок уносится в описанный мир, и у него нет иного выбора, кроме как исследовать остров. На Myst есть библиотека, где можно найти ещё две книги, окрашенные в красный и синий цвета. Эти книги — ловушки, в которые заточены Сиррус и Ахенар, сыновья некоего Атруса, некогда жившего на острове Myst со своей женой Кэтрин. Атрус писал специальные «связующие книги», которые переносят людей в миры, или «Века», которые описываются в них. Со страниц книг, в которые они заточены, Сиррус и Ахенар рассказывают игроку, что Атрус мертв; каждый брат винит другого в смерти отца, а также в разрушении большей части библиотеки Атруса. Оба молят помочь сбежать. В книгах не хватает нескольких страниц, что делает сообщения сыновей Атруса неясными и загадочными.
По мере того как игрок продолжает исследовать остров, он обнаруживает книги, ведущие в другие Века, спрятанными за сложными механизмами и головоломками. Игрок должен посетить каждый Век, найти спрятанные там красные и синие страницы и вернуться на остров Myst. Затем эти страницы можно поместить в соответствующие книги. По мере того как игрок добавляет страницы в эти книги, братьев можно увидеть и услышать более отчетливо. После сбора четырёх страниц, братья будут говорить достаточно ясно, чтобы сказать игроку, где скрыта пятая, последняя недостающая страница; если игрок найдёт все недостающие страницы одной из книг, соответствующий из братьев будет освобождён. Более чёткие диалоги также позволят игроку точнее судить о личности каждого брата. У игрока есть выбор: помочь Сиррусу, Ахенару или никому из них.
Сиррус и Ахенар умоляют игрока не прикасаться к зелёной книге, которая хранится на том же месте, что и последние страницы их книг, утверждая, что это ещё одна книга-ловушка, такая же, как и их собственная. В действительности, эта книга ведёт в мир D’ni, где заточён Атрус. После открытия этой книги, Атрус просит игрока принести ему недостающую страницу, которая спрятана на острове Myst, так как без нёе он не сможет воздать своим сыновьям по заслугам. В игре присутствует несколько концовок, получение конкретной из которых зависит от действий игрока. Освобождение Сирруса или Ахенара приведёт к тому, что главный герой поменяется местами с тем, кого он освободил, и будет заточён в книге-ловушке. Если игрок отправится в мир D’ni без страницы, которую просит принести Атрус, и главный герой, и Атрус останутся заточёнными в этом мире. Если игрок отправится туда со страницей, то это позволит Атрусу завершить свою книгу под названием «Myst» и вернуться на этот остров. В таком случае, вернувшись в библиотеку, игрок обнаруживает, что красная и синяя книги исчезли, а на полках, где они были раньше, видит следы поджога.

## Разработка

### Предпосылки и подготовка
Мы начали нашу работу над дизайном игры и поняли, что нам нужно больше и больше истории, чем было бы раскрыто в самой игре. Казалось, наличие такой глубины было так же важно, как то, сколько наблюдатель сможет увидеть.
В 1988 году, братья Рэнд и Робин Миллер жили в Соединённых Штатах. Робин учился год в университете, писал и пыталась создать государственную резиденцию. Рэнд работал программистом для банка. Позже, Рэнд обратился к своему брату с идеей создать интерактивный сборник рассказов с использованием HyperCard. Сами братья не особо интересовались компьютерными играми, хотя были знакомы например с настольной игрой Dungeons & Dragons и играли в Zork. Робин не имел собственного компьютера, но имел доступ к компьютеру, в подвале своих родителей. Там, он начал создавать изображения и работать над нелинейной историей, которая в конечном счёте стала их первой игрой — The Manhole. Вскоре, Робин создал такие игры, как Cosmic Osmo и Spelunx, все они были нацелены на детскую аудиторию и были выдержаны примерно в одинаковой эстетике — чёрно-белых тонах и игровым процессом типа укажи и щёлкни и возможностью исследовать окружающий мир от первого лица. Робин вспоминает, что данные игры касались скорее исследования, чем рассказа. «В проектах, которые мы делали для детей, мы на самом деле не рассказывали истории … Это были просто те миры, которые вы исследуете».
В 1990 году, братья решили создать игру, предназначенную уже для взрослой аудитории. Среди заданных целей было создание правдоподобных персонажей, нелинейной истории и необходимость игроку принимать сложные этические выборы. Миллеры представили прототип под названием The Gray Summons компании Activision. Те только усмехнулись над братьями и посоветовали им «вернуться к созданию детских игр». Однако Миллеры решили не отказываться от своей идеи, заметив, что вкладывали все возможные денежные средства на разработку, в итоге даже сев на диету из «риса, бобов и сэндвичного сыра». Однако проект был по-прежнему обречён и братья оказались на пороге того, чтобы отказаться от своей карьеры разработчиков игр. В какой то момент, к братьям обратился японский разработчик Sunsoft с просьбой создать игру для взрослых. Как и в The Gray Summons, Миллеры должны были создать игру с нелинейной историей, значимыми персонажами и этическими выборами, однако с гораздо более впечатляющей графикой. Так, братья решили связать тему игры с мистикой и воссоздать все игровые сцены в виде созданных от руки рисунков.
Работа над концепцией Myst началась в 1991 году. Взявшийся за создание игры творческий коллектив состоял из четырёх человек: в него входили братья Миллеры, художник Чак Картер и звукоинженер Крис Брэндкамп. Роли в команде распределились следующим образом: Робин Миллер занимался дизайном самого острова Myst и миров Stoneship и Channelwood, а в это время Чак Картер создавал проекты миров Selenitic, Mechanical Age и цивилизации D’ni. Вместе они основали студию разработчиков Cyan, Inc. Myst стал в то время самым крупным и времязатратным проектом по созданию видеоигры. Команда вдохновлялась таким играми, как Zork, вселенными «Звёздных Войн», «Хроники Нарнии» и таинственными вымышленными островами, описанными в работах Жюля Верна, в частности «Таинственным островом» из одноимённого романа французского писателя. Команда также хотела передать мистический дух острова, описанного в романе, также вдохновляясь романом, команда выбрала для своей игры название — Myst.
Sunsoft не интересовалась выпуском игр для персональных компьютеров, вместо этого ориентируясь на рынок игровых приставок. В это же время, приставки того времени были лишены жёстких дисков и обладали небольшими буферами памяти, а это означало, что Myst должна быть разработана с учётом этих технических ограничений. Чтобы решить эту проблему, команда разделила части игровой среды на разные миры. Миллеры заметили, что большинство игроков того времени не любили головоломки, таким образом головоломки в Myst должны чувствоваться знакомыми и частью мира, как например переключатели в доме, чтобы игроки смогли их понять, прибегая к наблюдению и здравому смыслу. Тогда у Cyan не было поклонников и они сами не понимали, на какую игровую аудиторию им следует целится. Робин чувствовал, что Myst надо было создавать исходя из собственных потребностей, «будто команда исследовала мир, который сама проектировала и создавала игру для себя». В интервью от 2016 года, Рэнд Миллер заметил, что при работе над головоломками Myst и последующих играх, всегда старался сбалансировать три аспекта игры: сами головоломки, окружающую среду и историю. Рэнд также заметил, что хотел убедиться, что подсказки к решениям головоломок выглядели очевидными взаимосвязанными. «так, игрок находит решение, если он винит вас, это значит, то мы проделали плохую работу, если игрок винит сам себя, то это удача».
Когда Миллеры подготовили концепт-арты игры, описание игрового процесса в семи страницах, а также нарисованные карты острова, Sunsoft решили выделить на разработку 265 000 долларов США, что оказалось вдвое больше, чем на то рассчитывала команда, но в конечном итоге меньше, чем окончательная стоимость Myst. Sunsoft спросили братьев, будет ли их игра такой же хорошей, как и предстоящая CD-ROM игра The 7th Guest, ещё тогда недавно привлёкшая к себе внимание на демонстрационных показах, Миллеры заверили их, что так и будет. После одобрения на начало разработки, Cyan протестировала весь сюжет в форме настольной игры Dungeons & Dragons, чтобы понять, с какими трудностями команда может столкнуться.

### Ход разработки
Myst не только стала крупнейшим проектом, организованным Cyan, но и требующим наибольшее время для разработки. По словам Рэнда Миллера, братья потратили месяцы исключительно на дизайн и внешний вид головоломок, вдохновляясь ранее созданными причудливыми «мирами», созданными для детей. Во время работы над головоломками, создание сценария было второстепенной задачей. «Мы были местными дизайнерами … и карты как бы дополняли историю» — заметил Рэнд. Сюжет менялся и вместе с изменениями локаций, вместе с каждым новым зданием на острове, команда развивала новые детали истории. Концовка с Атрусом была добавлена на поздних стадиях разработки, после того, как команда решила создать более сложную концовку. В будущем, Робин признался, что Myst недостаточно побуждала эмоциональную реакцию и этическое затруднение, как изначально задумывали разработчики.
Разработка игры велась на компьютерах Macintosh, в частности Macintosh Quadra с использованием софта HyperCard. Одно из первых важных открытий Cyan было то, насколько эффективнее оказался 3D-рендеринг в сравнении с нарисованными вручную фигурами, как это реализовано в предыдущих играх Робина Миллера, что в итоге облегчало создание мира Myst. Вдобавок, 3D-рендеринг позволял использовать разные цвета на объектах, чего не хватало предыдущим играм Робина. Робин в целом сосредоточился на моделировании и рендеринге каждой сцены, используя программу StrataVision 3D , часто дополнительно использовалась программа Macromedia MacroModel. В это же время, Рэнд помещал созданные изображения в HyperCard, чтобы связать их и протестировать составляющие головоломки. В общем, Myst включает в себя 2,500 фреймов, по одному на каждую возможную область, которую игрок может исследовать. Редактирование отдельных изображений происходило с использованием Photoshop 1.0. Один из сотрудников компании ILM, Джон Нолл, разработал специальный плагин для Photoshop, позволявший работать с анимацией отдельных изображений.
Вдобавок ко внутренним настройкам, Myst включала внешнею среду для каждого мира. Во начале, разработчики понятия не имели, как они сумеют создать физический ландшафт для миров . В конце концов, команда создала поле высот в серых оттенках, используя его, как рельеф для создания изменений в высоте. С этой основной местности, текстуры были окрашены в цветную карту, затем обёрнутую вокруг ландшафтов. Такие объекты, как деревья были добавлена для завершения дизайна. Рэнд заметил, что внимание к деталям позволило создать Myst с учётом ограничений дисковода CD-ROM и графики, подытожив, что «можно многое сделать с текстурой… Как найдя интересную текстуру, вы можете нанести её на полотно, на стене, потратив немного дополнительного времени, чтобы фактически нанести неровности на полотно, вставив шурупы в предметы. Эти вещи, которые вы наверняка не замечаете, но если бы их не было, ваше подсознание указывало бы на то, что перед вами подделка».
Когда Cyan принялись за разработку, они обнаружили, что создание правдоподобных персонажей оказалось слишком сложной задачей. Братья были ограничены одностороннем общением с игроком и в любой позиции, игрок мог выбрать уходить и «сломать волшебство» игры. Воспроизведение видео было невозможным. Проводя разработку на основе ограничений, дизайнеры создали книги-ловушки, представляя собой расположенные в конкретных местах устройства односторонней связи. Выпуск фреймворка QuickTime во время разработки, позволил команде решить проблемы, связанные с видео. Оригинальная HyperCard Macintosh версия игры Myst включала каждый мир, как уникальный стек HyperCard. Навигация осуществлялась внутренней системой кнопок и сценариями HyperTalk, при этом отображение изображений и фильмов QuickTime передавалось различным плагинам. По сути, Myst работает, как серия отдельных мультимедийных слайдов, связанных между собой командами. Основное техническое ограничение, которое повлияло на разработку Myst было связано с низкой скоростью чтения дисковода CD-ROM. Лишь немногие потребители обладали чем-то более быстрым, чем односкоростной привод, который сильно ограничивал скорость потоковой передачи данных с диска. Cyan пошла на многое, чтобы все элементы игры загружались как можно быстрее. Так, при создании игры были использованы HyperTalk, QuickTime, Simplex HyperTint, компрессия видеоизображений осуществлялась с помощью кодека Cinepak. Изображения были загружены в игру как 8-битные PICT-ресурсы с заранее установленной цветовой палитрой. В результате, несмотря на низкую битность цветового решения, была установлена высокая графическая планка для эры 8-битных игр, на которую отныне были вынуждены равняться все разработчики. В целом, в игре имеется более, чем 66 минут Quicktime анимации. Эта скрупулёзная обработка привела к тому, что графика в игре напоминала настоящие цветные изображения несмотря на их низкую глубину цвета. В частности общий размер файлов был уменьшен с 500 до 80 килобайт. Миллеры пытались распределить файлы в по физическому местоположению спиральной дорожки на компакт-диске чтобы уменьшить время поиска изображений и фильмов, связанных между собой, чтобы уменьшить любую явную задержку в игре при переходе игрока со сцены на сцену.
Cyan протестировали Myst с участием двух вместе играющих людей и обнаружили, что они как правило общались друг с другом, комментируя ход игрового процесса, а также активно обсуждая а преимущества и недостатки игры в противовес играющим в одиночку людям, которые как правило молчали. Рэнд и Робин сидели позади тестеров, делая заметки, чтобы затем вносить изменения в игру. Команда хотела создать фактически невидимый интерфейс и игру, которая понравилась бы всем. С самого начала, разработчики решили исключить из игры инвентарь, врагов или смерть. В конце концов команда включила точки сохранения, учитывая факт того, что большинству игроков понадобится несколько месяцев, чтобы завершить игру. Среди проблем, обнаруженных тестерами, было то, что у Myst изначально не было сюжетной завязки. В ответ Cyan добавили записку Атруса к Катарине, в которой игроки узнавали о существовании камеры у дока, в которой можно были найти сообщение от Атруса, объясняющего основные цели игрока.

### Аудио
Крис Брандкамп создал музыкальные дорожки, имитирующие звуки окружающего пространства. Чтобы убедиться, что звуки подходят игре, ему пришлось ждать, когда команда закончит работать над визуальными эффектами. Звуковые эффекты были записаны из самых разных источников: например шум от пожара в котле был записал на основе медленной поездки по камням на дороге, потому что записи фактического горения не звучали, как само горение. Звуки большой башни с часами были созданы на основе звуков гаечного ключа, но с пониженной частотой. Для создания звука пузырьков, Брандкамп использовал различные трубки, выдувая воздух в воду чаши унитаза. Звукорежиссёр признался, что для него это была самая ненавистная часть работы.
Сначала, в Myst не было музыки, так как Миллеры считали, что музыка будет мешать игровому процессу. После нескольких тестов они поняли, что фоновая музыка не оказывает негативного влияния на игру и даже наоборот признав, что она помогала лучше передать задуманное настроение определённых локаций. Робин Миллер в итоге сочинил около 40 минут музыки с использованием синтезатора, которая позже была выпущена в составе музыкального альбома «Myst: The Soundtrack» . Микширование и звуковые эффекты создавались на E-mu Proteus от E-mu. Саундтрек был записан в течение двух недель, по вечерам. Первоначально Cyan выпустили саундтрек через сервис заказа по почте, но перед выпуском продолжения к Myst — Riven, компания Virgin Records приобрела права на повторный выпуск саундтрека — 21 апреля 1998.

## Продажи
Myst, после выхода ждал больший коммерческий успех. Наряду с The 7th Guest она была признана убийственным приложением, которая только ускорила продажи приводов CD-ROM. Рэнд Миллер вспомнил, что перед выпуском игры рассматривал продажи в 100 000 копий, как уже ошеломительный успех. Тем не менее Broderbund продала 200 000 копий для версии Macintosh в течение шести месяцев после выхода, в сентябре 1993 года. Таких продаж было достаточно, чтобы Myst была признана самой продаваемой игрой для ПК, что особенно необычно, учитывая маленькую долю рынка Macintosh. Хотя необходимость наличия привода компакт-дисков ещё больше сократила потенциальный рынок, тем не менее это только помогало продажам, так как в то время было крайне сложно создавать пиратские копии для CD-ROM, таким образом пираты не могли наносить вред продажам.
Сразу после выхода, Broderbund занялась адаптацией игры на операционную систему Windows с участием более крупной команды, чем команда братьев Миллеров. Выпуск данной версии состоялся в марте 1994 года и она стала ещё успешнее. Так, по состоянию на весну 1995 года, было продано более миллиона копий игры, даже руководство к игре, написанное за три недели, были продано в 300 000 экземпляров. Что было крайне нетипично для видеоигры, продажи Myst продолжали расти со временем. Так, к 1996 году, в США было продано 850 000 копий и 870 000 в 1997 году. Только к 1998 году, продажи сократились, но одновременно растущая популярность мультимедийных ПК в Европе, провела к значительному росту продажи игры там. Крупный размер Myst определялся прежде всего её качественной графикой, а не обилием низкокачественных FMV-вставок, что было типично для CD-ROM-игр того времени, таким образом её графика оставалась привлекательной ещё в течение долгого времени после выпуска. По состоянию на 2000 год, всего, в мире было продано более 6.3 миллионов копий игры, включая 4,3 миллионов в США. Данные цифры не учитывают продажи бандлов и улучшенных версий.
Myst стала самой продаваемой игрой 1990-х годов. Её рекорд по продажам побил симулятор жизни The Sims в 2002 году. В целом, Myst оставалась бестселлером в США в течение 52 месяцев, с марта 1993 года по апрель 1999 года.
Летом 2018 года, благодаря уязвимости в защите Steam Web API, стало известно, что точное количество пользователей сервиса Steam, которые играли в realMyst: Masterpiece Edition хотя бы один раз, составляет 98 490 человек.

## Критические отзывы и рецензии
| Сводный рейтинг    | Сводный рейтинг                     | Сводный рейтинг                     | Сводный рейтинг                     | Сводный рейтинг                     | Сводный рейтинг                     |
| Издание            | Оценка                              | Оценка                              | Оценка                              | Оценка                              | Оценка                              |
| Издание            | DS                                  | PC                                  | PS                                  | PSP                                 | Saturn                              |
| ------------------ | ----------------------------------- | ----------------------------------- | ----------------------------------- | ----------------------------------- | ----------------------------------- |
| GameRankings       | 45,40 %                             | N/A                                 | 61,5 %                              | 60 %                                | N/A                                 |
| Metacritic         | 43                                  | N/A                                 | N/A                                 | 69                                  | N/A                                 |
| MobyRank           | N/A                                 | 88                                  | 65                                  | N/A                                 | N/A                                 |
| Иноязычные издания |                                     |                                     |                                     |                                     |                                     |
| Издание            | Оценка                              | Оценка                              | Оценка                              | Оценка                              | Оценка                              |
| Издание            | DS                                  | PC                                  | PS                                  | PSP                                 | Saturn                              |
| AllGame            | 2/5                                 | 3,5/5                               | 4/5                                 | 2,5/5                               | 3/5                                 |
| GameSpot           | 3,0                                 | 8,9                                 | 6,3                                 | N/A                                 | N/A                                 |
| IGN                | 4,0                                 | 5,0                                 | N/A                                 | 7,5                                 | N/A                                 |
| Награды            |                                     |                                     |                                     |                                     |                                     |
| Издание            | Награда                             | Награда                             | Награда                             | Награда                             | Награда                             |
| TIME               | Рейтинг игр всех времён, 29-е место | Рейтинг игр всех времён, 29-е место | Рейтинг игр всех времён, 29-е место | Рейтинг игр всех времён, 29-е место | Рейтинг игр всех времён, 29-е место |

Критики в целом похвалили Myst. Редакция журнала Computer Gaming World заверила своих читателей, что данная игра не похожа на остальные игры для CD-ROM, «в которых было много блеска, но мало содержимого»… в Myst есть всё, что преподносят создатели и, проще говоря, это лучшая [Macintosh] CD-ROM игра. Редакция похвалила игру за её открытый мир, отсутствие смерти и «простой и понятный» сюжет, она также заявила, что «завораживающая» и «ошеломляющая» графика и звук не были главными звёздами в данной игре «содержимое игры ничуть не хуже её обложки». Редакция пришла к выводу, что Myst должна была установить новый стандарт качества для видеоигры. В апреле 1994 года, журнал назвал её «художественной работой». В журнале Pyramid обзор на игру сделал игровой писатель Джефф Коук, заметив, что «это первая приключенческая игра, после которой у меня осталось ощущение, будто я побывал в реальном месте»
Редакции Wired и The New York Times были среди публикаций, которые указывали на Myst, как на свидетельство того, что видеоигры фактически могут эволюционировать в форму искусства . Представители Entertainment Weekly сообщили, что некоторые игроки рассматривали Myst с точки зрения виртуальной морали и даже как религиозный опыт. Профессор Орхусского университета, указал на Myst, как на прекрасный пример того, как можно передать историю с помощью предметов, а не слов. Редактор журнала San Francisco Chronicle указал на игры для взрослых, в том числе и Myst, как на доказательство того, что индустрия видеоигр постепенно выходит из «подростковой фазы».
Критик GameSpot, назвал Myst захватывающим опытом, который «привлекает вас и не отпускает». Обозревая игру, Грег М. Смит заметил, что Myst стала хитом и считалась невероятно захватывающей, несмотря на то, что игра очень напоминала «седую технологию слайд-шоу (с сопровождающей музыкой и эффектами)». Смит пришёл к заключению, что «уникальность „Myst“ лежит в том, что она обеспечивает повествовательное оправдание для самых раздражающих вещей», говоря о технологических ограничениях, накладываемых на игру. В частности, редакция Macworld похвалила дизайнеров Myst за то, как им удалось обойти изнуряющую медлительность CD-приводов, чтобы обеспечить захватывающий опыт на протяжении всей игры. Редакция затем провозгласила Myst лучшей игрой 1994 года, заметив, как игра «удалила самые раздражающие элементы приключенческих игр — словари, которые [вам] не понятны, персонажи, с которыми вы не можете общаться, неправильные действия, убивающие вас и заставляющие делать всё заново. Вы просто пытаетесь разгадать секреты острова, и ничто не отвлекает вас, не ограниченное время, никакие мешающиеся произвольные наказания».
Тем не менее игра подверглась критике в некоторых аспектах. Ряд публикаций не согласились с положительными оценками истории. Джереми Рэриш с сайта 1UP.com заметил, что хотя отсутствие взаимодействия и постоянного сюжета подходили для игры Myst, она просто не может принадлежать к жанру квеста. Редакция Edge указала на то, что игровой движок оказался далеко не таким утончённым, как графика. Хайди Фурнье с сайта Adventure Gamers заметил, что некоторые критики жаловались на сложность игры и неуместный контекст некоторых головоломок, другие же рецензенты полагали, что данные элементы подходили для игрового процесса Myst. (Игра оказалась настолько сложной, что Broderbund добавили блокнот для заметок. По оценкам братьев Миллеров, только половина или даже чуть меньше игроков сумели покинуть начальный остров.). Аналогично, мнение критиков разделилось, что касается поверхностного сюжета, который игрок может изменить, считая это недостатком, или же преимуществом игры. В 1996 году, редакция Next Generation присвоила игре статус «самого унылого часового игрового сеанса», заметив, что статичная графика и скудные и решаемые методом проб и ошибок головоломки обличают плохой игровой дизайн. Редакция подытожила, что Myst своим успехом обязана тем, что она, используя витрину в виде CD-ROM проложила путь дилетантам, слабо знакомым производством игр. Это привело к тому, что многие позже выпущенные игры стали подражать негативным аспектам этой игры. В ретроспективном обзоре от 2000 года, редакция IGN заметила, что игра не прошла проверку на время и сравнивала Myst с просмотром популярных телевизионных шоу из 70-х годов, «где с ужасом задаёшься вопросом, как люди смотрели такое?».
Myst была названа лучшей приключенческой/фантастической ролевой игрой на вручении CODiE Awards и получила почётное упоминание к категории «Развлекательная игра» 1993 года от Electronic Entertainment, приз в итоге достался игре The 7th Guest. Редакция журнала написала, что «Одна из самых красивейших и лучше всего звучащих игр на свете, версия для Macintosh установила новые стандарты для эффективного использования CD-ROM.». Игра также заняла третье место на конкурсе «Приключенческая игра года» по версии журнала Computer Gaming World 1993 года, проиграв Gabriel Knight: Sins of the Fathers и Day of the Tentacle. В 1996 году, журнал поставил Myst на 11 место в списке самых инновационных компьютерных игр.
Обзоры приставочных версий Myst в целом отражали оценки критиков к оригинальной игре и согласились с тем, что порты для 3DO, Sega Saturn и PlayStation практически были идентичны версии для ПК. Например Sushi-X с журнала Electronic Gaming Monthly дал версии игры для 3DO оценку 5 из 10, отметив, что хотя у Myst приличная графика с музыкой, критику никогда не нравился игровой процесс, даже на ПК. Соавтор Данион Карпентер дал оценку 7 из 10, заметив, что в момент своего выпуска на ПК, игра считалась очень модной, но данное волнение уже прошло к моменту выпуска игры на 3DO. Одно из самых восторженных мнений оставила редакция GamePro, дав версии для 3DO 5 из 5 баллов, дав максимальную оценку графике, звуку, управлению и привлекательности, придя к заключению, что Myst получилась «красивой и очаровательной, заставляющей игрока одновременно трепетать и думать». Версия игры для Atari Jaguar CD была в целом проигнорирована критиками, однако редакция GamePro помимо отсутствия у Jaguar CD периферийного устройства мыши, указала на то, что у Myst были более длительные загрузки, хотя игра по-прежнему в целом идентично оригиналу для ПК.
Тем не менее, версия для 3DS получила отрицательные оценки, даже от критиков, которые связывали популярность Myst с её графикой и аудио, которые указывали на значительные ограничения возможностей версии для 3DS и использование неуклюжих элементов управления с круговой панелью вместо сенсорной панели 3DS.

### Наследие
Успешные продажи Myst привели к тому, что и другие разработчики желали повторить успех игры, что привело к выпуску множеств игр-клонов. Успех игр озадачил некоторых представителей прессы, задавшихся вопросом, как игра, «представляющая собой чуть больше, чем интерактивное слайд-шоу» оказалась хитом. Ещё в декабре 1994 года NewsWeek сравнила Myst с художественным фильмом, предназначенным для сбора критических отзывов и затем, для собирания пыли на полке.
Некоторые разработчики приключенческих игр, конкурирующих с Myst во время её выпуска, критиковали её успех, указывая на выпуск множества игр, копирующих стиль Myst вместо традиционных приключенческих игр. Это игры наполнили рынок низкокачественными клонами, фактически приводя к упадку только зародившийся жанр. Другие раскритиковали Myst, как «абсолютно анти-аркадную игру», за то, что она была наиболее казуальной и расслабляющей, подобные игры не выпускались уже с 1972 года: «Там нет жизней, нет смерти, нет счёта, нет ограничения во времени. Не требуется никакой физической ловкости или рефлексов. Единственное давление, которое оказывает игра, это напряжение от того, что необходимо решить головоломки и завершить историю.». Тем не менее Myst, наряду с несколькими другими играми, вышедшими для CD-ROM, изобрели новые способ мышления о представлении в видеоиграх также из-за особенностей CD-ROM, в то время, как большинство игр до этого можно было рассматривать, «игры возникновения», в которых игровые элементы объединялись в нечто новее, и необычными способами развлекали игрока. Myst же продемонстрировала тип «игры развития», где игрок проходит через предопределённые наборы препятствий. Это в том числе обеспечило возможность для разработчиков будущего развивать нетипичные игровые жанры и использовать артхаусный подход при создании инди-игр после 2000-х годов. Myst также выделяется тем, что её игроки почти полностью состояли из женщин, это также могло объясняться аномальной популярностью игры, на фоне того все остальные игры ориентировались на «типично мужские жанры». Тем не менее статус «женской игры» закрепится за The Sims 2000 года, которая также будет бить новые рекорды по продажам.
Успех Myst привёл к выпуску серии продолжений. В 1997 году вышла игра Riven, которая развивала историю, где Атрус просит игрока помочь ему спасти его жену Катарину. Presto Studios и Ubisoft совместно разработали игру Myst III: Exile, выпущенную в 2001 году, Ubisoft затем самостоятельно разработала и выпустила игру Myst 4: Revelation в 2004 году. Последняя игра во франшизе была Myst 5: End of Ages, её разработала команда Cyan Worlds в выпустила в 2005 году. Вдобавок к основной франшизе, Cyan создали Uru: Ages Beyond Myst, из игры изначально исключили многопользовательский компонент, но который позже был добавлен сервисом GameTap вместе с выпуском Myst Online: Uru Live. После закрытия Uru Live, игра была выпущена с открытым исходным кодом. Братья Миллеры сотрудничали с писателем-фантастом Дэвидом Уингровом при создании серии романов, основанных на вселенной Myst и выпущенных издательством Hyperion Books. Романы, известные, как «Муст: Книга Атруса», «Муст: Книга Ти’аны» и «Муст: Книга Д’ни» затрагивают предысторию оригинальной игры и собраны в сборник The Myst Reader. В 2003 году, франшиза Myst была продана тиражом в 12 миллионов копий, включая шесть миллионов копий самой первой игры.
Myst была настолько популярной, что стала на какое то время «культурным пробным камнем»: братья Миллеры появлялись в серии рекламы компании Gap. Отсылки к Myst появлялись в Симпсонах, в серии Treehouse of Horror VI, а Мэтт Деймон хотел создать также приключенческую головоломку, как Myst — The Bourne Conspiracy, но в итоге отказался озвучивать игру, когда разработчики решили превратить игру в шутер. Myst также использовалась в образовательных и научных целях; например учитель начальной школы Тим Райландс сумел добиться у учеников повышения грамотности, используя Myst в качестве учебного пособия. Также игра становилась предметом для исследования в рамках влияния видео-игр на агрессию человека. В 1996 году, была выпущена сатирическая игра Pyst, согласно которой, остров Муст оказался разграблен и разрушен миллионами посетителями (игроками Myst). Привлекая к проекту известного актёра Джона Гудмана, разработка пародии в итоге стоила намного больше, чем создание оригинала. Myst была добавлена в коллекцию видеоигр Нью-Йоркского музея современного искусства, где она отображается, как видео-презентация.
Myst принято считать предшественником казуальных игр, которые в будущем наберут популярность с развитием браузерных платформ и появлением мобильных устройств. Такие игры не требуют от игроков быстрого действия. Также Myst рассматривать, как первый образец «симулятора ходьбы», который позволяет игроку исследовать игровой мир находить повествовательные элементы в своём темпе. Игры-продолжения от Cyan способствовали формированию игрового жанра приключенческой головоломки или жанра Побег из комнаты, предполагающего решение головоломок, но в более ограниченном пространстве. Данный жанр начнёт своё возрождение к середине 2010-х годов, с выпуском таких игр, как например The Witness
Компания Дисней обратилась к Cyan Worlds с просьбой построить тематический парк по образу Myst, который включал в себя исследование островной территории, расположенной в пределах диснеевских владений Флориды. По мнению Рэнда Миллера, данное место идеально подходило для обстановки Myst. Служба потокового телевидения Hulu получила права на создание телесериала по мотивам Myst в мае 2015 года. Сюжет в данном сериале должен был быть завязан на истории происхождения основного острова Myst. Созданием сериала занималась Legendary Pictures, которая приобрела телевизионные права у Cyan на сериал в конце 2014 года. Продюсированием сериала занимались Мэтью Толмач и Эван Догерти. Рэнд Миллер в интервью 2016 года заметил, что создатели шоу уже во многом дальше продвинулись, однако сроки выпуска по-прежнему остаются неопределёнными. В июне 2019 года, Village Roadshow Pictures объявили, что приобрели права на создание фильмов и телевизионных программ по мотивам Myst поставил под сомнение дальнейший ход работы над сериалом от Legendary Pictures.

## Переиздания и порты
Успех Myst способствовал её выпуску на множестве других платформ, таких, как Saturn, PlayStation, PlayStation 3, PlayStation Portable, Android, iPhone, Nintendo DS, Nintendo 3DS, Jaguar CD, AmigaOS, CD-i и 3DO. В разработке также находилась версия для Sega CD, однако компания Sunsoft так и не выпустила её.

### Переиздания для ПК
В мае 2000 года состоялся выпуск обновлённой версии Myst Masterpiece Edition. В ней 8-битные изображения были заменены на 24-битные (TrueColor), заменив оригинальные 256 цветов Myst, также в игре были добавлены дополнительные точки обзора, изменены звуковые эффекты и музыка, а также добавлена внутриигровая карта и подсказки.
realMyst: Interactive 3D Edition представляла собой ремейк Myst, выпущенный в ноябре 2000 года для персональных компьютеров Windows, а также в январе 2002 года для компьютеров Macintosh. В отличие от Myst и Masterpiece Edition, realMyst была выполнена на полностью трёхмерном движке Plasma, (позже использованном в Uru: Ages Beyond Myst и Myst 5: End of Ages). В данную версию также были добавлены погодные эффекты, такие, как грозы, закат и рассвет. Сюжет претерпел некоторые изменения, чтобы совпадать с каноном романов и продолжений. В игру также был добавлен шестой мир «The Rime» в рамках расширенной концовки, а также могила Ти’аны на острове Муст. Разработкой realMyst занимались совместно Cyan и Sunsoft, издателем выступила Ubisoft. В то время, как игру хвалили за её интерактивность, тем не менее она с трудностью запускалась на компьютерах того времени. В итоге продажи игры были прекращены практически сразу после выпуска первого тиража. Робин Миллер выразил разочарование по поводу realMyst, заметив, он смог взглянуть на игру по-настоящему только после выхода и признал её ошибкой, актом бессмысленности и неприкрытого маркетинга на фоне успеха Myst, что в корне противоречит тому, каким идеалам следовала Cyan, при создании оригинальной игры.
Карла Харкер с журнала Next Generation поставила игре одну звезду из пяти возможных, заметив, что realMYST обладает прекрасной графикой, но без какого либо настоящего содержимого.
5 февраля 2014 года в Steam, была выпущена третья версия игры — realMyst: Masterpiece Edition, обладающая визуальными улучшениями и созданная на движке Unity.
26 августа 2021 года состоялся выход ремейка Myst, созданного на движке Unreal Engine 4.

### Для игровых приставок и портативных устройств
18 мая 2012 года, PlayStation Network выпустила порт для Myst в рамках PSone classic для PlayStation 3 и PSP.
В ноябре 2005 года, Midway Games объявили о разработке ремейка Myst для PlayStation Portable, а также, что они добавят дополнительный контент, отсутствовавший в оригинальной игре, включая мир «Rime», добавленный вместе с realMyst. Выход игры состоялся в Японии и Европе в 2006 году, в США игра вышла в 2008 году.
Версия игры для Nintendo DS также была выпущена в декабре 2007 года. В данной версии были представлены переделанные видео и аудио с использованием исходного кода, специально переписанного для Nintendo DS. Данная версия включает мир «Rime», как игровую локацию с совершенно новым графическим набором. Данная версия была выпущена в Европе, 7 декабря 2007 года издательством Midway Games. В США игра вышла 13 мая 2008 года, изначально выпущенная компанией Navarre, а затем переизданная компанией Storm City Games. Myst была в целом раскритикована игровой прессой, со средней оценкой 43/100 баллов пе версии агрегатора Metacritic. Данная версия была позже снова переиздана для Nintendo 3DS компанией Funbox Media в Европе и компанией Maximum Family Games в США и Австралии. Игра, позже была опубликована в цифровом формате в магазине Nintendo eShop в США, 15 ноября 2012 года и в Европе, 5 сентября 2013 года.
В феврале 2005 года, Cyan и Mean Hamster Software выпустили Myst на мобильные платформы Windows Mobile и вскоре также портировали Riven. В августе 2008 года, Cyan объявили о том, что занимаются разработкой версии игры для мобильной платформы iOS от Apple. Myst стала доступна для скачивания в iTunes App Store 2 мая 2009 года. Размер скачиваемого файла составлял 727 мегабайт, что было очень много по меркам мобильных iOS-игр того времени. Обновлённая версия realMyst была выпущена 14 июня 2012 года для iPad 2 с поверх улучшенной графикой в сравнении с версией для ПК. Версия игры для мобильных устройств Android была выпущена 26 января 2017 года. Разработкой и выпуском игры занималась студия Noodlecake, которая немного позже, 26 апреля 2017 года выпустила порт Riven.
Версия realMyst: Masterpiece Edition была запланирована к выпуску в третьем квартале 2019 года для портативного устройства Nintendo Switch.